# Штоккенбой
Штоккенбой (нем. Stockenboi) — коммуна (нем. Gemeinde) в Австрии, в федеральной земле Каринтия. 
Входит в состав округа Филлах.  Население составляет 1706 человек (на 31 декабря 2005 года). Занимает площадь 100,18 км². Официальный код  —  2 07 23.

## Политическая ситуация
Бургомистр коммуны — Ханс-Йёрг Кершбаумер (АБА) по результатам выборов 2003 года.
Совет представителей коммуны (нем. Gemeinderat) состоит из 15 мест.
- АБА занимает 6 мест.
- СДПА занимает 5 мест.
- АНП занимает 3 места.
- местный список: 1 место.